# Mogera etigo
Mogera etigo је врста сисара из реда Eulipotyphla и породице кртица (Talpidae). 

## Распрострањење
Јапан је једино познато природно станиште врсте.

## Станиште
Врста Mogera etigo има станиште на копну.

## Угроженост
Ова врста се сматра угроженом.

### Популациони тренд
Популација ове врсте се смањује, судећи по расположивим подацима.